# Den fantastiske rejse
|  | Denne artikel er oprettet af botten Steenthbot ud fra en ekstern database. Den kan derfor have sproglige fejl eller mangler. Denne skabelon kan fjernes efter kontrol af indholdet. |

Den fantastiske rejse er en dansk kortfilm fra 2009 instrueret af Irene G. Scholten.

## Handling
Det, der skulle have været en ganske almindelig dødssyg dag i slutningen af sommerferien, ender med at tage en helt uventet drejning for Axel på 12 år, der modvilligt bliver kastet ind i Zoos forunderlige verden. Gennem mødet med en mystisk dame, bliver han konfronteret med forskellige sider af fortællingen om menneskets forhold til dyrene gennem tiden.